# Laodike (Gattin des Phraates II.)
Laodike (altgriechisch Λαοδίκη Laodíkē) war eine Tochter des Seleukidenherrschers Demetrios II., die ihr Onkel Antiochos VII. 129 v. Chr. in seinem großen Partherkrieg mitführte. Sie wurde aber, nachdem Antiochos VII. gefallen war, vom Partherkönig Phraates II. gefangen und zur Gattin genommen.
Marcus Iunianus Iustinus, der dies berichtet, nennt ihren Namen nicht. Da aber Porphyrios dem Antiochos VII. fünf Kinder, darunter zwei Töchter namens Laodike, zuschreibt, vermutet Auguste Bouché-Leclercq in seinem monumentalen Werk über die Seleukiden, dass dieser Neuplatoniker die Kinder der beiden Brüder vermische, dass also eine der beiden Laodiken nicht die Tochter des Antiochos VII., sondern des Demetrios II. gewesen sei und nach dem Krieg eben die Gattin des Phraates II. geworden sei.